# Katherine DeMille

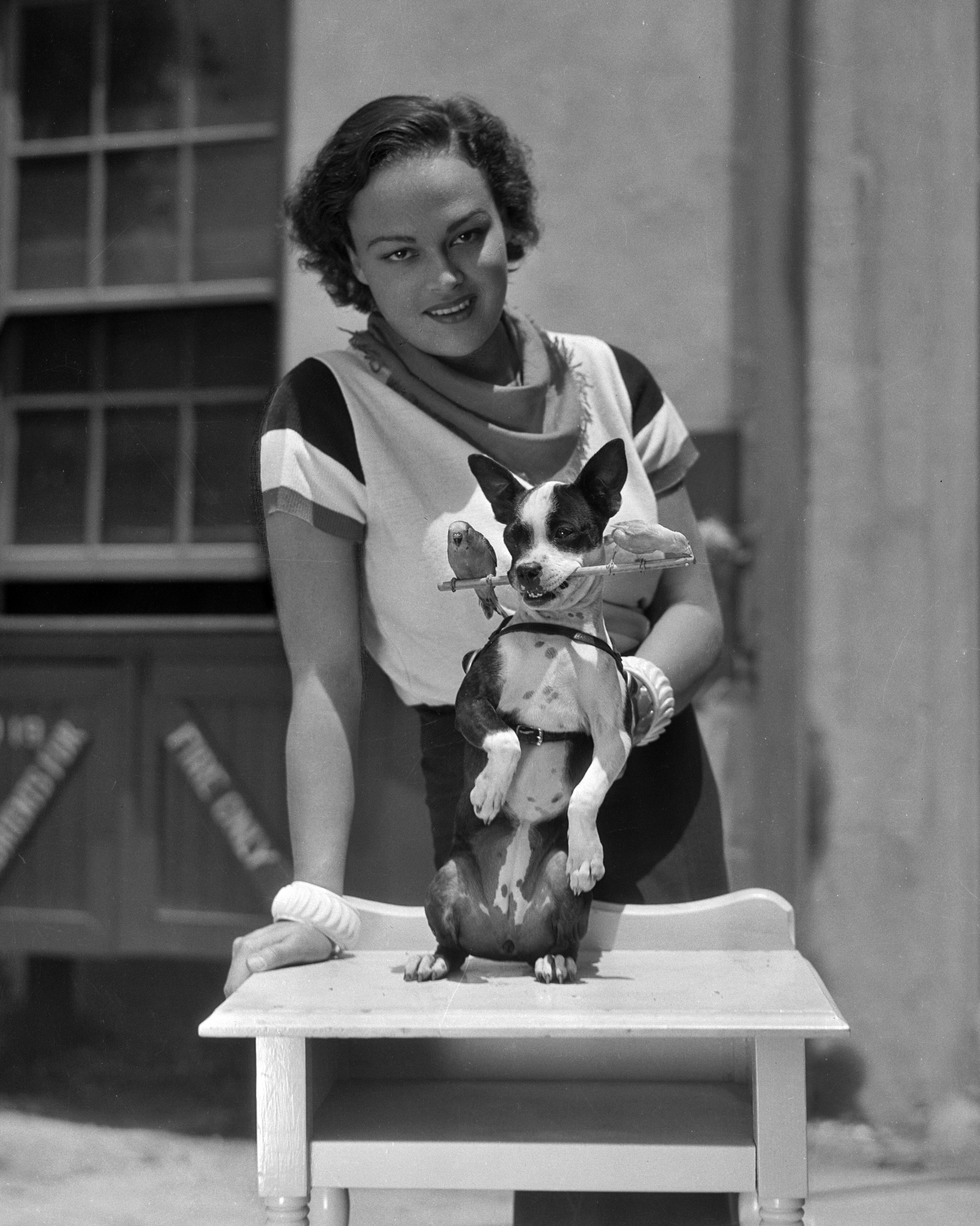
Katherine DeMille (1935)

Katherine DeMille (gebürtig Katherine Paula Lester; * 29. Juni 1911 in Vancouver, British Columbia, Kanada; † 27. April 1995 in Tucson, Arizona) war eine US-amerikanische Schauspielerin.

## Leben
Katherine DeMille wurde im Alter von neun Jahren Vollwaise. Ihr Vater war im Ersten Weltkrieg gefallen und ihre Mutter starb an Tuberkulose. Der US-amerikanische Filmregisseur und Produzent Cecil B. DeMille und seine Frau adoptierten sie und so kam sie später ins Filmgeschäft. Ihre größten Rollen spielte sie in den 1930er Jahren. Im darauffolgenden Jahrzehnt folgten nur noch vereinzelte Filmauftritte. Letztmals trat sie 1956 als Schauspielerin in Erscheinung. Insgesamt war sie in 31 Produktionen zu sehen.
1937 heiratete sie Anthony Quinn. Mit ihm hatte sie fünf Kinder. Die Ehe wurde 1965 geschieden.

## Filmografie (Auswahl)
- 1930: Madam Satan
- 1931: Girls About Town
- 1934: Schrei der Gehetzten (Viva Villa!)
- 1934: Die Schöne der neunziger Jahre (Belle of the Nineties)
- 1935: All the King’s Horses
- 1935: Goldfieber in Alaska (The Call of the Wild)
- 1935: Kreuzritter – Richard Löwenherz (The Crusades)
- 1935: Das schwarze Zimmer (The Black Room)
- 1936: Drift Fence
- 1936: Ramona
- 1936: Romeo und Julia (Romeo and Juliet)
- 1936: Mississippi-Melodie (Banjo on My Knee)
- 1937: Charlie Chan bei den Olympischen Spielen (Charlie Chan at the Olympics)
- 1937: Love Under Fire
- 1937: Under Suspicion
- 1938: Blockade
- 1939: In Old Caliente
- 1941: Aloma, die Tochter der Südsee (Aloma of the South Seas)
- 1947: Black Gold
- 1947: Die Unbesiegten (Unconquered)